# Силвана
Силвана (на латински: Silvana; * 120 г.) е римска аристократка, внучка на римския император Антонин Пий.

## Произход
Дъщеря е на Луций Ламия Силван (суфектконсул 145 г.) и Аврелия Фадила, по-голямата дъщеря на император Антонин Пий и Фаустина Стара. Майка ѝ е сестра на Фаустина Млада, която става съпруга на римския император Марк Аврелий. По бащина линия е внучка на Луций Фунданий Ламия Елиан (консул 116 г.) и Рупилия Ания, дъщеря на Луций Скрибоний Либон Рупилий Фруги Бон (суфектконсул 88 г.) и Салонина Матидия, племенницата на император Траян. Правнучка е по бащина линия на Сулпиция Претекста и Марк Лициний Крас Фруги (консул 64 г.).

## Фамилия
Силвана се омъжва за Марк Аний Север (суфектконсул). Двамата са родители на:
- Фабия Орестила (160 – 238), през 192 г. става съпруга на Гордиан I; имат двама сина и една дъщеря.